# Емелин Панкхърст
Емелин Панкхърст (на английски: Emmeline Pankhurst) е британска политическа активистка и водач на британското движение на суфражетките. Въпреки че тя бива негативно критикувана за войнствената си тактика, нейната дейност е призната като критичен елемент за постигането на право на глас за жените във Великобритания. Все още много историци спорят относно това дали тя е направила повече за да помогне или да попречи на публичната подкрепа за каузата.

## Биография
Родена и отгледана в Манчестър от политически активни родители, Панкхърст още от млада възраст се запознава с движението за право на глас на жените. Въпреки че родителите ѝ я окуражават да се подготви за живот като съпруга и майка, тя учи в École Normale de Neuilly в Париж. През 1878 тя се жени за Ричард Панкхърст – адвокат, известен със своята подкрепа за правото на жените да гласуват. Те имат пет деца през следващите десет години. Съпругът на Емелин също я подкрепя в нейните дейности извън дома им, а тя бързо се свързва и участва в женския Франчис съюз. Когато тази организация се разпада, тя се опитва да се присъедини към лявата Независима работническа партия чрез своето приятелство със социалиста Кайр Харди, но ѝ е отказано членство поради нейния пол. Тя също работи като юридически закрилник на бедните, където тя е ужасена от тежките условия на работническите къщи в Манчестър.
След смъртта на съпруга ѝ през 1898, Панкхърст основава Женски обществен и политически съюз – женска организация за право на глас на жените, отдадена на „дела, не думи“. Съюзът е независим и често в опозиция на политическите партии. Панкхърст, дъщерите ѝ и другите членове от тази организация многократно са осъждани на затвор, където те правят гладни стачки, за да осигурят по-добри условия. Когато най-голямата дъщеря Кристабел взема кормилото на Женския обществен и политически съюз, противоречията между организацията и правителството нараства. Постепенно палежите стават често използвана тактика между членовете на Съюза и все повече организации започват да говорят срещу семейство Панкхърст. През 1913 няколко известни личности напускат Женския обществен и политически съюз. Сред тях са и двете дъщери на Емелин – Адела и Силвия. Това отчуждение в семейството никога не е преодоляно.
В навечерието на Първата световна война Емелин и Кристабел спират всички действия на организацията, за да подкрепят британското правителство срещу Германия. Те насърчават жените да подпомагат индустриалната продукция и окуражават младите мъже да се бият. През 1918 Representation of the People Act (Закон за избирателната система на хората) дава право на жените над 30-годишна възраст да гласуват. Панкхърст трансформира Съюза в Женска партия, която е посветена да се бори за женско равноправие в публичния живот. В по-късните си години тя става загрижена за това, което тя приема като заплахата на болшевиките и – недоволна от политическите алтернативи – става член на Консервативната партия. Емелин Панкхърст умира на 14 юни 1928 (ненавършила 70-годишна възраст). След две години е възпомената със статуя във Викторианската градина.